# UB40
UB40 är en brittisk reggaegrupp bildad 1978 i Birmingham, England av en uppsättning vänner och bekanta av olika etnicitet från Birminghams arbetarklassområden. Eftersom de flesta var arbetslösa valdes namnet UB40 efter arbetsförmedlingens blankett nummer UB40 (Unemployment Benefit, Form 40). Huvudsångaren och låtskrivaren Ali Campbells speciella röst har varit kännetecken för gruppen. Gruppens första två album var delvis samhällskritiska och populära i hemlandet Storbritannien, som då hade massarbetslöshet och etniska motsättningar, och där band (se bl.a. 2-tone) och politiska rörelser försökte bryta den negativa trenden. De kommersiella framgångarna i USA och andra länder har främst kommit från covers på jamaicanska rocksteady- och reggaehits från åren 1966 – 1975 – främst presenterade på fyra Labour Of Love-album – låtar som de hörde på de invandrarfrekventerade fritidsgårdarna där de växte upp.
UB40, sett till antal sålda skivor, intäkter och listframgångar, tävlar med Bob Marley and The Wailers om att vara det mest kommersiellt framgångsrika reggaebandet genom tiderna. UB40 saknar en ledargestalt med Marleys karisma, men har haft fler år på sig att utvecklas, spela in och turnera. Bandet har sålt mer än 70 miljoner album och har haft mer än 50 singlar på den brittiska topplistan  På förstaplatsen har gruppen placerat sig med Tony Tribes "Red Red Wine", med "I Got You Babe" där bandets förstesångare Ali Campbell sjunger duett med Chrissie Hynde, samt en reggaeversion av Elvis Presleys "Can't Help Falling in Love" med vilken UB40 låg etta i ett antal länder samtidigt, däribland USA och Storbritannien. Trots framgångarna har bandmedlemmarna inte skyddat sina intäkter och hela tiden varit skrivna i Storbritannien, till skillnad från andra artister, idrottsmän m.fl. som med hjälp av kvalificerade ekonomiska rådgivare försöker minimera skatterna eftersom de framgångsrika åren kan vara få. Bandets managementföretag Dep International likviderades 2008, bandet miste royaltyrättigheterna till de låtar de skrivit och tvingades betala motpartens, statens, rättegångskostnader i tvistemålet.
Frontmannen Ali Campbell lämnade UB40 2008, när de ekonomiska problemen för bandet började skymta, för att satsa på en solokarriär, vilket drabbade resten av bandet ekonomiskt. Inte heller Ali klarade sig dock undan personlig konkurs. Han ersattes som förstesångare bl.a. av Alis och Robin Campbells bror Duncan.

## Med rötterna i roots reggae och ungdomssfavoriter

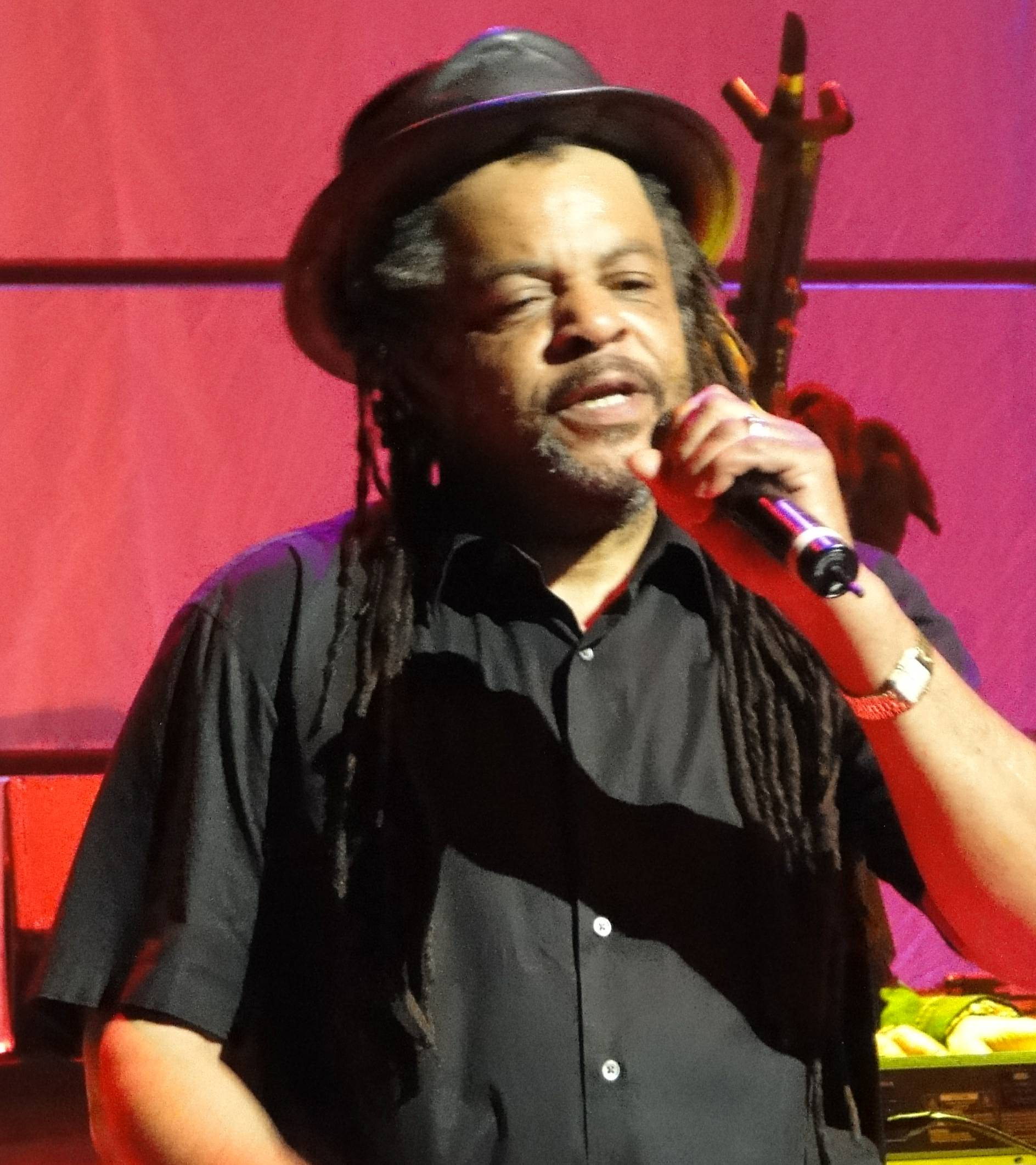
"Astro" uppträder med UB40 2010.

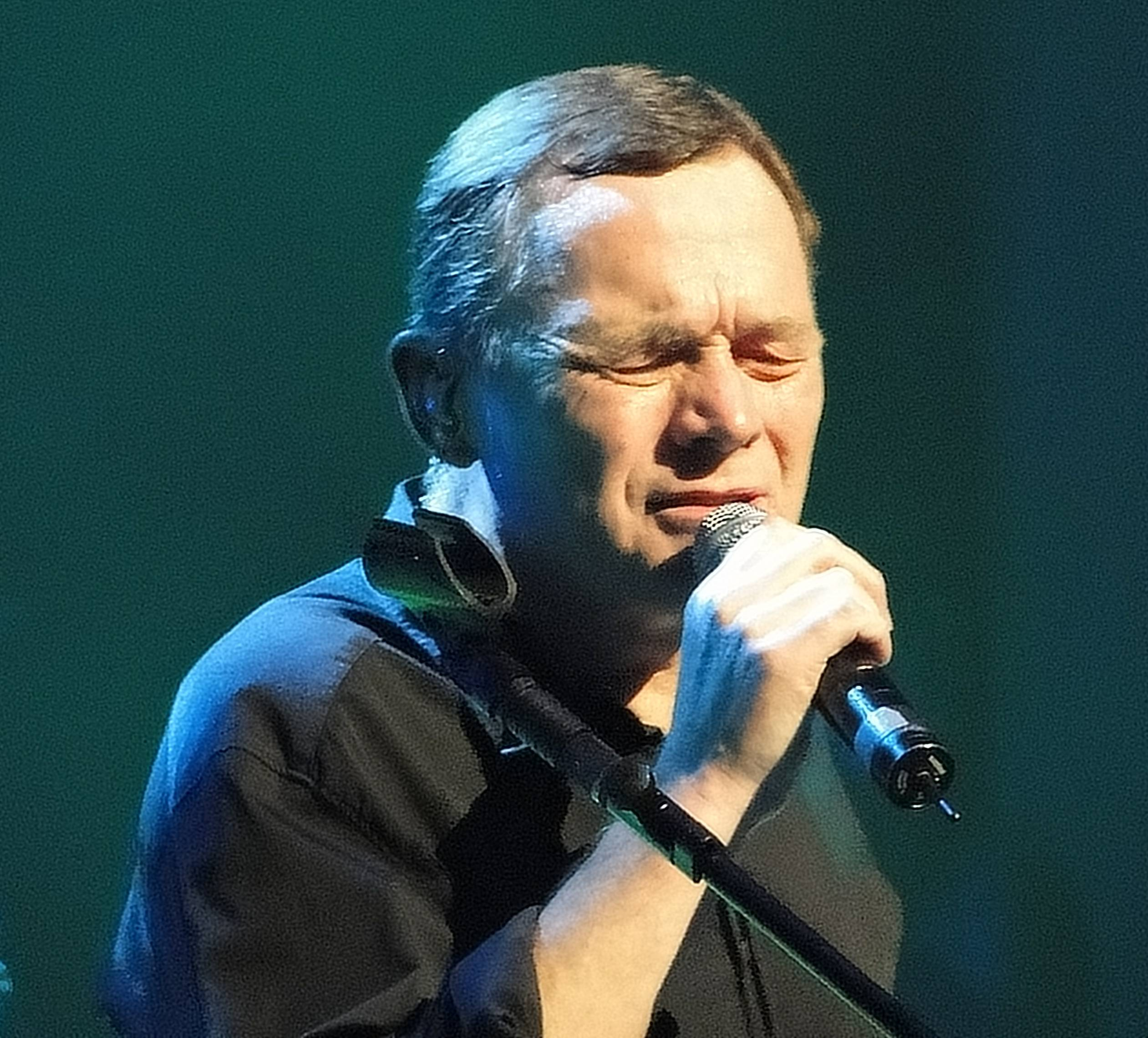
Duncan Campbell 2010.

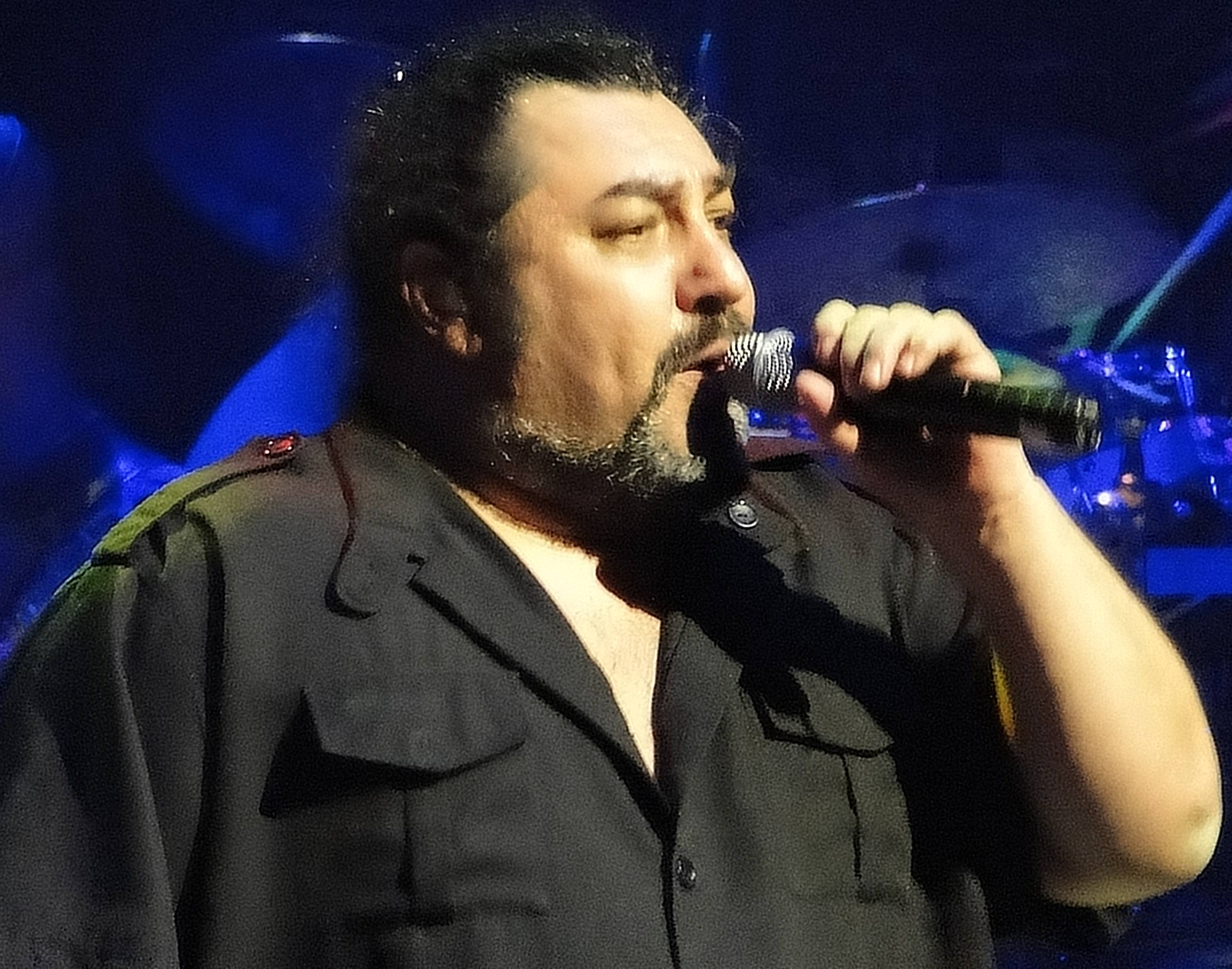
Norman Hassan 2010.

Gruppen var från början starkt influerad av dub samt av tidiga rocksteady- och reggaelåtar, som de hörde som barn på fritidsgårdar i början av 1970-talet. Sommaren 1978 började de arbetarklassungdomar som skulle bli UB40:s kärna repetera i en källarlokal med lånade instrument. Robin Campbells yngre bror Ali, Earl Falconer, Brian Travers och James Brown kände alla varandra från Mosely School of Art, medan Norman Hassan var en barndomsvän till Ali Campbell. Inledningsvis såg de sig själva som ett "jazz-dub-reggaeband", och deras första singlar och det första LP-albumet har ett sound som skiljer sig från deras senare musik. Snart rekryterades Michael Virtue och Astro – som hade lärts upp till DJ och toaster genom att jobba för Birminghams sound-system Duke Alloy. Gruppen var vänsterorienterad och skiljde sig från de många punkare och 2 Tone-anhängare (de brittiska ska-bandens publik) som fanns vid tidpunkten. UB40 bekände sin politiska färg genom döpa bandet efter en arbetsförmedlingsblankett, och de deltog i marscher mot det nazistiska partiet National Front och i massmöten organiserade av RAR – Rock Against Racism. Även om de deltog i samma manifestationer hade de två stora reggaebanden från Birmingham – Steel Pulse och UB40 – inget samröre med varandra.         
Innan någon av dem vare sig kunde spela eller ägde några instrument, reste Ali Campbell och Brian Travers runt i Birminghamområdet 1978-79 för att främja bandet och sätta upp UB40-affischer. Bandet köpte sina första instrument för 4000 pund som Ali Campbell – som skulle bli bandets sångare – hade vunnit på en tävling på en pub där han firat sin sjuttonde födelsedag.
Deras reggae skapades och finslipades genom många och långa jam-sessioner på olika ställen i Birmingham. De höll oftast till på Rich Bitch Studios i Selly Oak, Birmingham. UB40:s första livespelning ägde rum den 9 februari 1979 på Hare & Hounds Pub i Kings Heath i Birmingham. Det var en spelning på en väns födelsedagsfest och publiken bestod mestadels av kompisar.
UB40:s första genombrott kom när Chrissie Hynde imponerades när de spelade på en pub och erbjöd dem att bli förband till hennes band, The Pretenders. De pengar de tjänade på turnén investerade de i inspelningen av sin första singel – "King"/"Food For Thought". Det skedde på Graduate Records, ett lokalt skivbolag som ägdes av David Virr. Singeln nådde som bäst en fjärdeplats på den brittiska singellistan. UB40:s första LP Signing Off släpptes den 29 augusti 1980 och innehöll nyskapande reggae med stora inslag av blåsinstrument, ekon och dub. LP-albumet spelades in i en hyrd lokal i Birmingham och producerades av Bob Lamb. Det fanns ingen reggae eller musik över huvud taget som lät som låtarna på Signing Off. Det multikulturella bandet från Birmingham kände ingen press på sig att spela "autentisk" reggae. Texterna hade inget med rastafari att göra. I'm a British subject, not proud of it, whilst I carry the burden of shame, var texten i en av låtarna.  
Signing Off nådde så högt som en andraplats på Storbritanniens albumslista och tillbringade totalt 71 veckor på listan. Signing Off är numera ett platinaalbum, dvs det har sålts i över en miljon exemplar i Europa.,
Med den andra LP:n Present Arms (1981) sade UB40 farväl till den utforskande, suggestiva reggae som präglat deras första album. Present Arms lät mer som traditionell reggae, men andan fanns kvar. Låten "One in Ten" handlar om den brittiska statistiken över andelen arbetslösa i landet. Texten handlar om de verkliga människor som gömts i statistikens anonymitet: Nobody knows me, but I'm always there. A statistical reminder of a world that doesn't care. Låten blev ett anthem för den brittiska proteströrelsen och lika berättigad när det gällde den brittiska arbetarklassens problem som Bob Marleys och Peter Toshs låtar var när det gällde de västindiska slavättlingarnas problem.
Fyra månader senare släpptes Present Arms in Dub, och blev det första dub-albumet någonsin som tog sig in på UK Top 40. Detta skedde när dubmusik var något som var exklusivt reserverat för specialintresserade reggaelyssnare. UB40:s status hos de brittiska skivköparna var nu fastlagd. De sågs som trovärdiga trots att de producerade hitlåtar, och de praktiserade ekonomisk demokrati genom att ge samtliga bandmedlemmar en lika stor andel i bandets inkomster och investeringar.

## Labour of love
Gruppens största internationella hits kom en bit in på 1980-talet när de började släppa Labour of Love-albumen med covers på jamaicanska hitlåtar från perioden 1966 – 1976. En del av materialet kom från den subgenre som kallas lovers rock, men UB40 tog sig an sina ungdomslåtar, oavsett om det var roots reggae, rocksteady eller lovers rock, med ett mjukt och behagligt sound som den tekniska utvecklingen på musikinstrumentfronten möjliggjorde. Ali Campbell blev nu förstesångare eftersom hans röst passade till det mjuka, elektroniska reggaesoundet.
Labour of Love (1983) nådde förstaplatsen på den brittiska listan och en åttondeplats på Billboard 200 i USA. Deras coverversion av rocksteadylåten "Red, Red Wine" på albumet Labour of Love (ursprungligen skriven och inspelad av Neil Diamond och framförd som rocksteadyversion av Tony Tribe) är en av de mest kända. År 1985 släppte UB40 och Chrissie Hynde en reggaecover på Sonny & Chers (1965) "I Got You Babe", som också blev en stor hit, och ett koncept som upprepades 1988 med "Breakfast in Bed". År 1987 blev de det första reggaebandet, och ett av de första banden över huvud taget från Väst, som uppträdde live i Sovjetunionen. 
UB40 hade således inga större problem med att klara den omställning i reggaemusiken som kom med de digitala instrumenten i mitten av 1980-talet, den nya raggamusiken och dancehallmusikens frammarsch. Bandet har släppt 25 album, och det är Labour of Love-albumen som sålt bäst.

## Medlemmar
Nuvarande medlemmar
- Jimmy Brown (f. 20 november 1957 i Birmingham) – trummor (1978–)
- Robin Campbell (f. 25 december 1954 i Birmingham) – gitarr, sång (1978–)
- Earl Falconer (f. 23 januari 1959 i Birmingham) – basgitarr (1978–)
- Norman Hassan (f. 26 januari 1958 i Birmingham) – percussion, trombon, sång (1978–)
- Duncan Campbell (f. 3 april 1958 i Birmingham) – sång (2008–)

Tidigare medlemmar
- Ali Campbell (f. Alistair Campbell, 15 februari 1959 i Birmingham) – gitarr, sång (1978–2008)
- Mickey Virtue (f. Michael Virtue, 19 januari 1957 i Birmingham) – keyboard (1979–2008)
- Astro (f. Terence Wilson, 24 juni 1957 i Birmingham, d. 6 november 2021) – percussion, trumpet, sång (1979–2013)
- Yomi Babayemi – percussion (1978–1979)
- Jimmy Lynn – keyboard (1978–1979)
- Brian Travers (f. 7 februari 1959 i Birmingham, d. 22 augusti 2021) – saxofon (1978–2021)

Nuvarande turnerande medlemmar
- Laurence Parry – trumpet, flygelhorn, trombon (1994–)
- Martin Meredith – saxofon, keyboard (1997–)
- Tony Mullings – keyboard (2008–)

Tidigare turnerande medlemmar
- Henry Tenyue – trombon (1983–1994)
- Patrick Tenyue – trumpet (1983–1994)

## Diskografi
- 1980 – Signing Off
- 1981 – Present Arms
- 1981 – Present Arms in Dub
- 1982 – UB44
- 1983 – Labour of Love
- 1983 – Live (live)
- 1983 – More UB40 Music
- 1984 – Geffery Morgan
- 1985 – Baggariddim
- 1985 – Little Baggaridim
- 1985 – The UB40 File
- 1986 – Rat in the Kitchen
- 1987 – UB40 CCCP:Live in Moscow (live)
- 1988 – UB40
- 1989 – Labour of Love II
- 1993 – Promises and Lies
- 1995 – Anansi
- 1997 – Guns in the Ghetto
- 1998 – Presents the Dancehall Album
- 1998 – Labour of Love III
- 2003 – Homegrown
- 2005 – Who You Fighting For
- 2007 – Live at Montreux 2002 (live)
- 2008 – Twenty Four Seven
- 2010 – Labour of Love IV
- 2013 – Getting Over The Storm